# Новоглиняне
Новогли́няне — село в Україні, у Піщанобрідській сільській громаді Новоукраїнського району Кіровоградської області. Населення становить 311 осіб. Орган місцевого самоврядування — Піщанобрідська сільська рада.

## Населення
Згідно з переписом УРСР 1989 року чисельність наявного населення села становила 319 осіб, з яких 143 чоловіки та 176 жінок.
За переписом населення України 2001 року в селі мешкало 311 осіб.

### Мова
Розподіл населення за рідною мовою за даними перепису 2001 року:
| Мова       | Відсоток |
| ---------- | -------- |
| українська | 95,18 %  |
| молдовська | 2,57 %   |
| російська  | 1,93 %   |
| білоруська | 0,32 %   |